# Platja de Lloret
La platja de Lloret és una platja urbana situada al terme municipal de Lloret de Mar (comarca de La Selva), a la Costa Brava Sud. Orientada al sud-est, està ubicada entre dos turons, la costa dels quals és rocallosa i plena de caletes. Limita al sud-est amb la platja de sa Caravera, separades per la roca sa Pastera, i al nord amb la platja de sa Caleta, separades per la roca es Carall Bernat, que dona nom al Racó des Carall Bernat. A l’extrem sud-oest de la platja hi desemboca la riera de Montbarbat, o riera de Lloret, i a l'extrem nord la riera de can Lloranes, les dues canalitzades. Té una longitud de 1.171 m i una amplada mitjana de 34 m, formada per sorra molt gruixuda, amb un pendent d'entrada a l'aigua molt fort.
Disposa de tota mena de serveis(servei de salvament i primers auxilis, vigilància i seguretat, servei de neteja del passeig i la sorra, oficina de turisme), d'equipaments (com dutxes, WC, passeres, papereres, telèfons públics, cadira amfíbia pel servei de bany i acompanyament a persones amb mobilitat reduïda, vestuari adaptat, canviadors de nadons), senyalització (com canals d'entrada i sortida d'embarcacions, platja abalisada a 200 metres, línia de seguretat, banderes de senyalització de l'estat de la mar), i activitats d'oci (com lloguer de para-sols i gandules, esquí aquàtic, parasailing, ski-bob, patins, caiac, motos aquàtiques, flyboard, creuers turístics, quiosc de venda de gelats i begudes, restaurants, zona esportiva i miniclub, consignes de platja).
Està situada al nucli urbà de Lloret de Mar i s'hi accedeix per la carretera GI-682 (Blanes-Lloret), l'autopista C-32 (sortida Malgrat-Blanes-Lloret) i l'autopista AP-7 (Sortida Lloret C-63).
La platja és una unitat, però la toponímia heretada dels pescadors de la zona, la divideix en tres sectors: "Es Trajo de Vilavall" (cap a la banda de Fenals), "Es Trajo d'en Reiner" (la part central) i "Es Trajo de Venècia" (cap a la banda de Sa Caleta).
L'Agència Catalana de l'Aigua efectua un control quinzenal de la qualitat de l'aigua, durant la temporada de bany, amb el resultat d'excel·lent. La platja ha estat distingida amb el distintiu de Bandera Blava, que reconeix internacionalment la qualitat de l'aigua i serveis.

## Galeria d'imatges

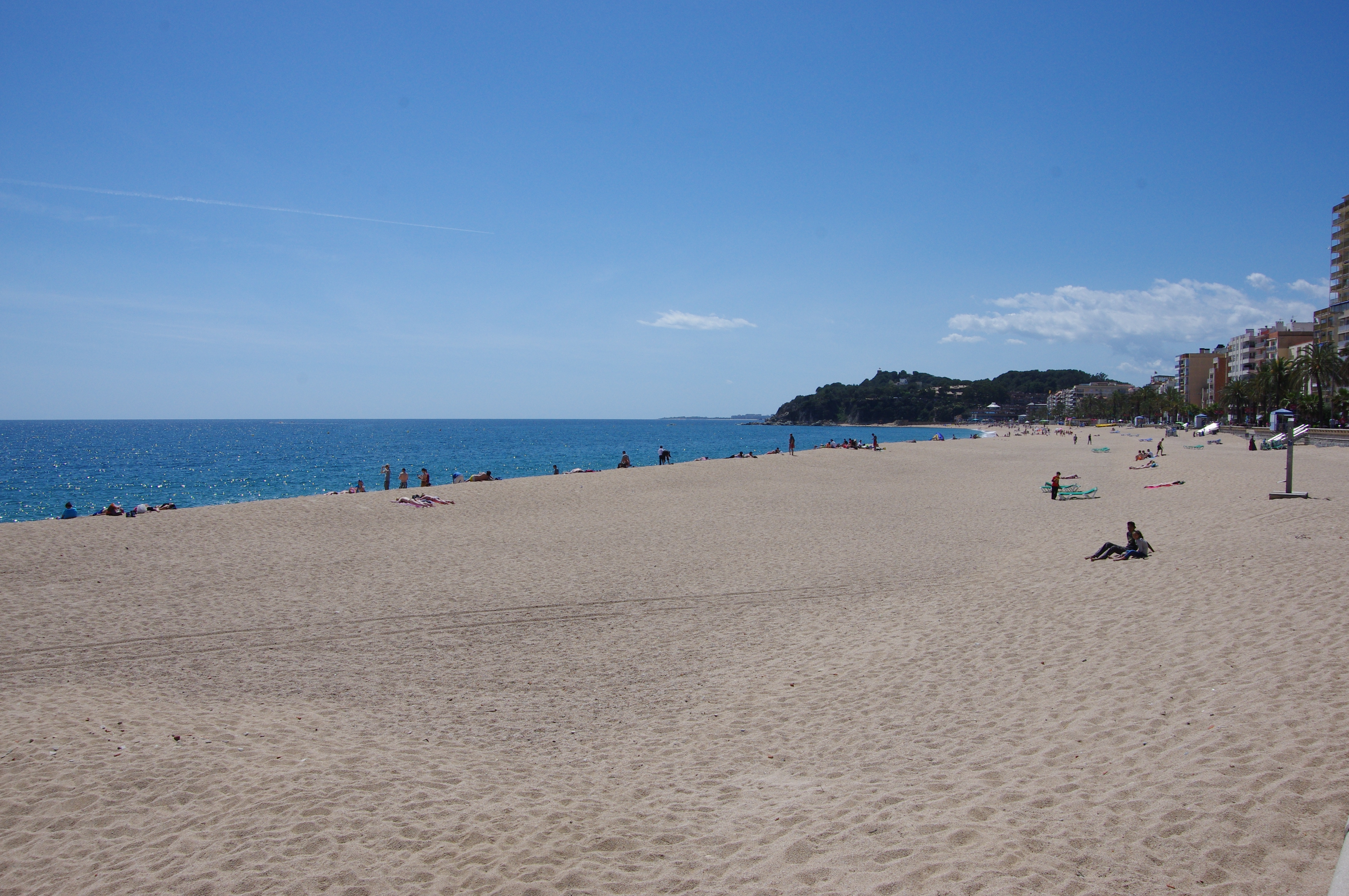
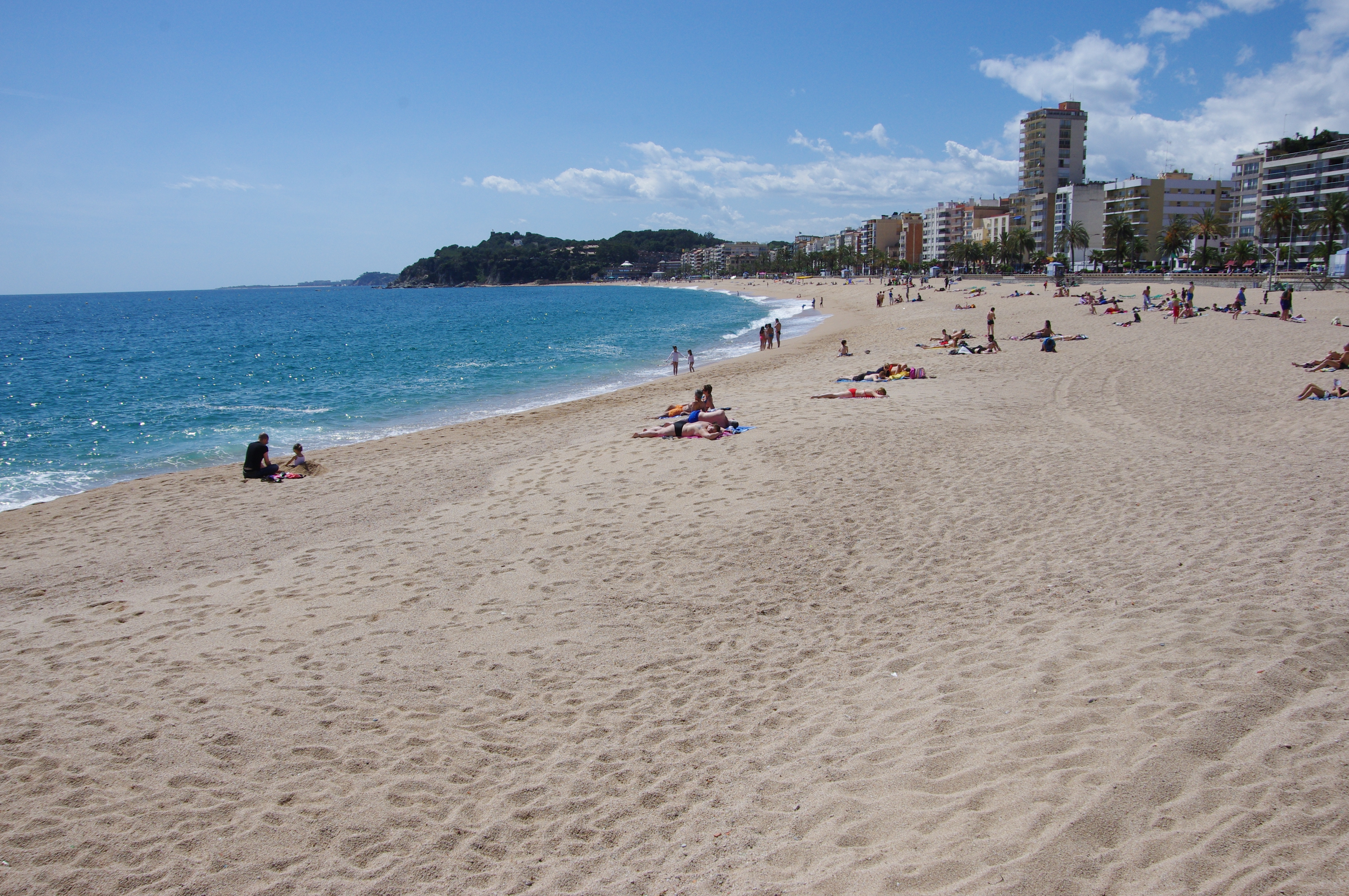
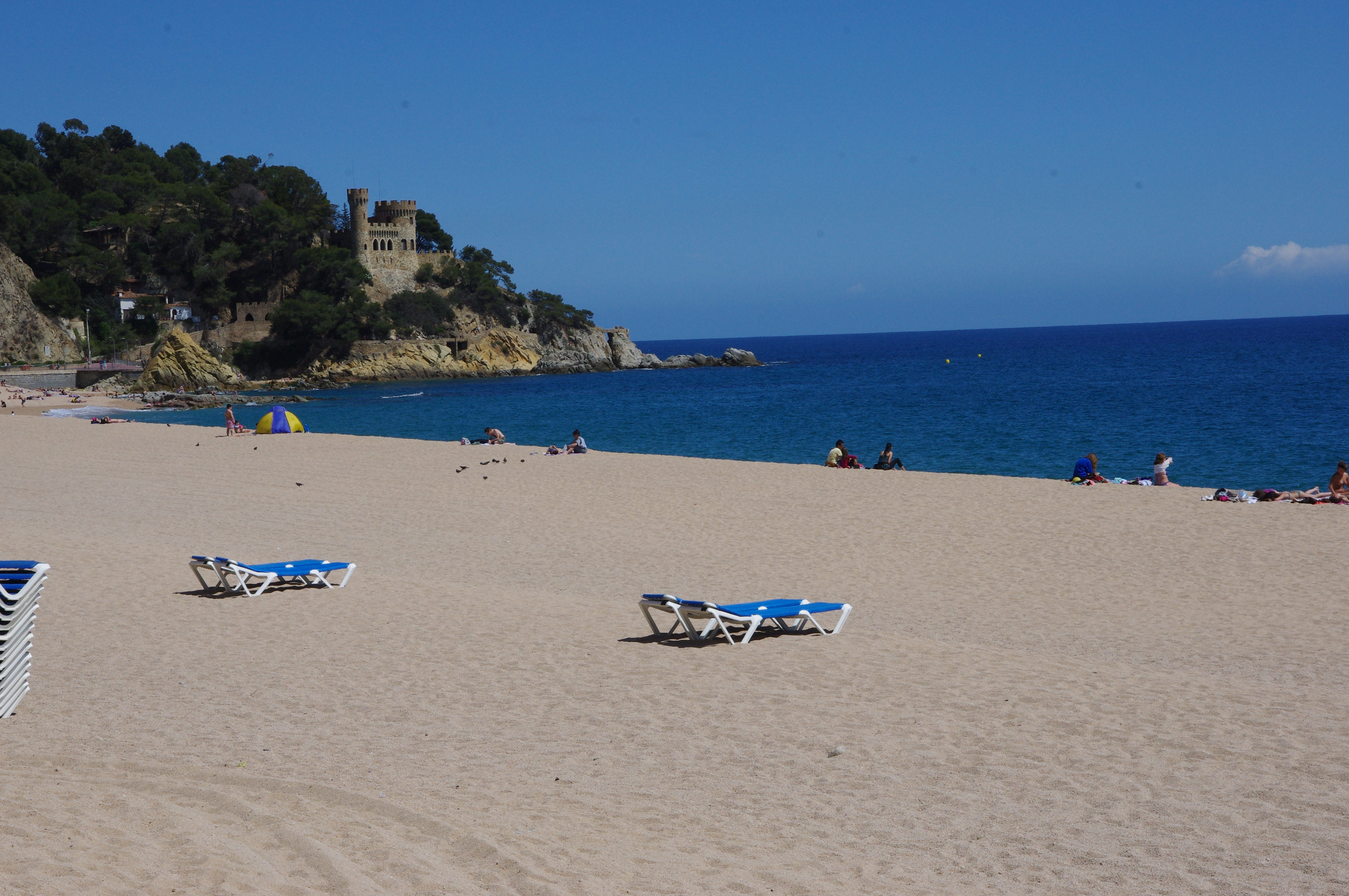
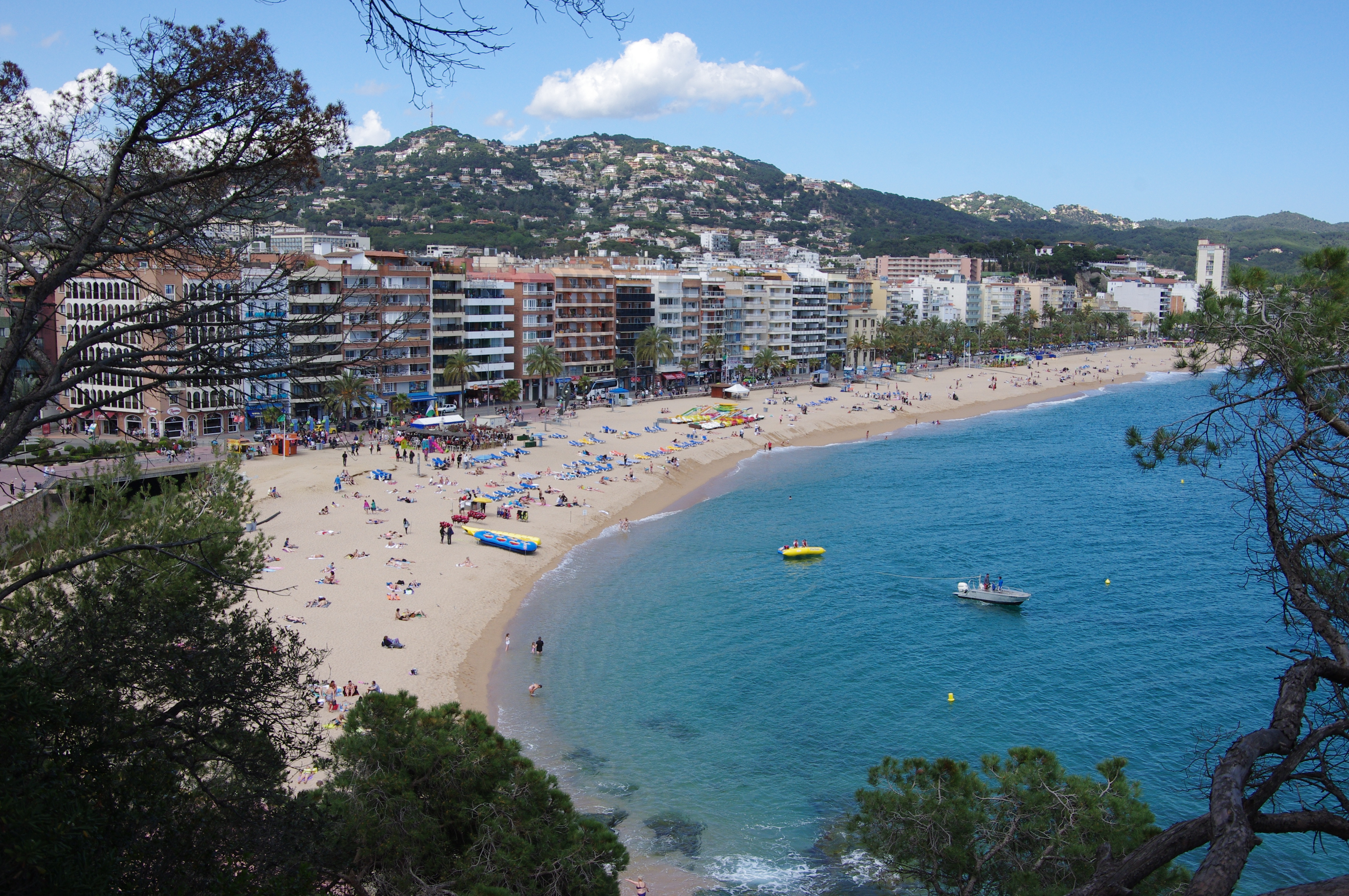
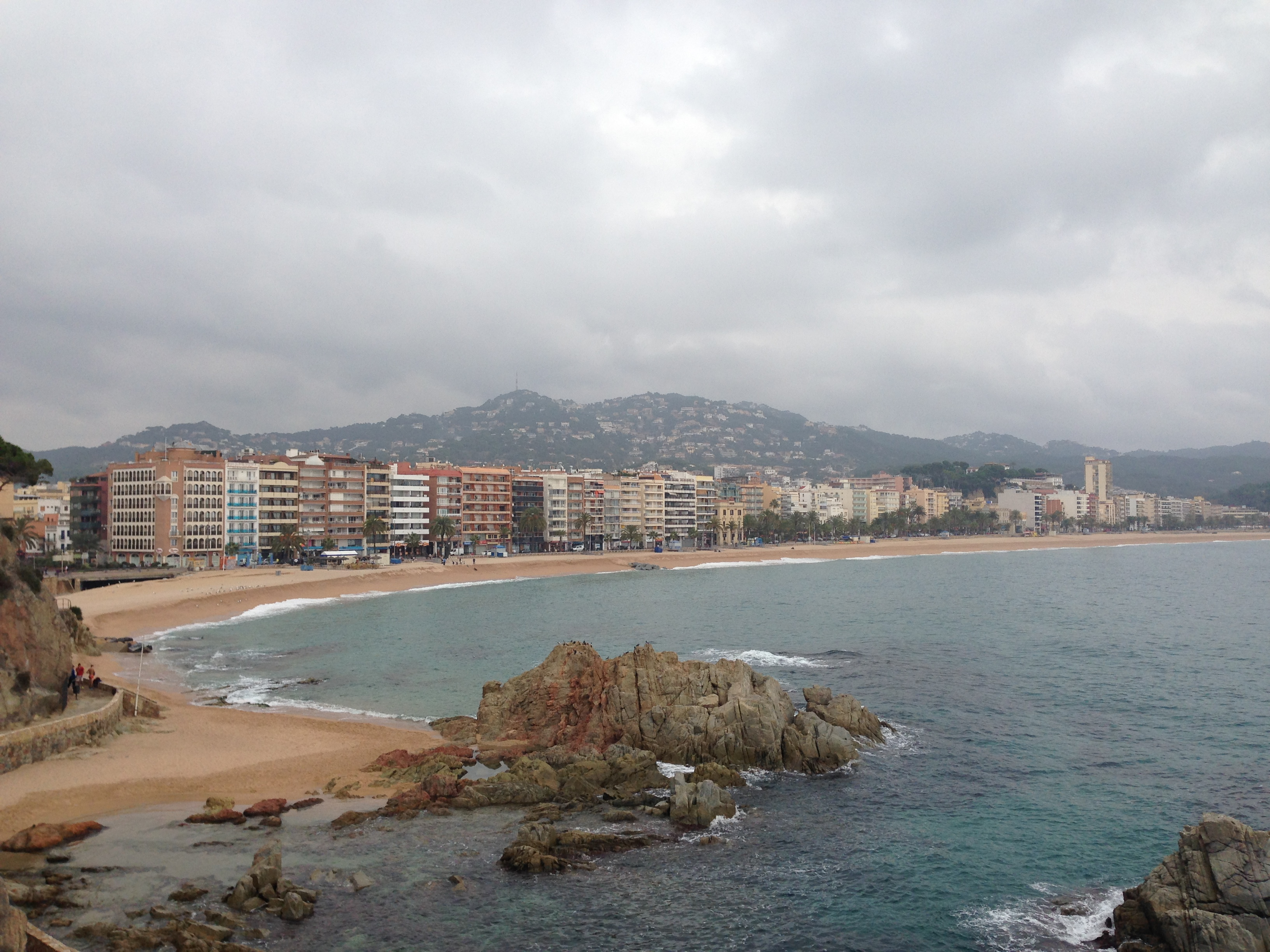